# R.I.P. (canción de Sofía Reyes)
«R.I.P.» es una canción de la cantautora mexicana Sofía Reyes, en colaboración con la británica Rita Ora y la brasileña Anitta. La canción fue lanzada el 15 de marzo de 2019 por Warner Music Latina, acompañada de su vídeo musical.

## Desarrollo
Sofía Reyes anunció la colaboración y el título de la canción en un clip publicado en su Twitter el 20 de febrero de 2019.

## Composición
«R.I.P.» fue escrito por Reyes, Ora, Shari Lynn Short, Omar Tavarez, Thomas Augusto, Marco Masís, Chaz Mishan y David Delazyn. Los dos últimos, Mishan y Delazyn (formando el dúo The Fliptones) produjeron el tema, junto con Masís (Tainy). Rolling Stone describe la canción comenzando con una cumbia y un gancho infeccioso, evocando una ligera inversa a la de "Bidi Bidi Bom Bom" de Selena, mientras que, líricamente, "se encoge de hombros ante las vibraciones negativas". La revista Billboard escribió cómo la colaboración "pone de relieve la mezcla de nacionalidades, ya que incluye líneas en español, inglés y portugués".

## Vídeo musical
El vídeo musical de la canción se publicó el 15 de marzo de 2019. Dirigido por Eif Rivera, fue filmado en Los Ángeles. Rolling Stone llamó al video "vibrante" y "suntuoso". Un vídeo vertical para la canción también fue lanzado como exclusiva de Spotify.

## Listas
| Listas (2019)                             | Mejor posición |
| ----------------------------------------- | -------------- |
| Argentina (Argentina Hot 100)             | 41             |
| Colombia (National-Report)                | 49             |
| Ecuador (National Report)                 | 14             |
| Eslovaquia (Singles Digitál Top 100)      | 43             |
| España (PROMUSICAE)                       | 53             |
| Estados Unidos (Hot Latin Songs)          | 19             |
| Grecia (IFPI)                             | 38             |
| Hungría (Stream Top 40)                   | 34             |
| Irlanda (IRMA)                            | 69             |
| México (Billboard)                        | 10             |
| Nueva Zelanda (RMNZ)                      | 7              |
| Portugal (AFP)                            | 36             |
| República Checa (Singles Digitál Top 100) | 85             |
| Rumanía (Airplay 100)                     | 24             |
| Suecia (Sverigetopplistan)                | 5              |
| Suiza (Schweizer Hitparade)               | 56             |
| Venezuela (National-Report)               | 3              |